# Kleinwimm
Kleinwimm ist ein Ortsteil der Gemeinde Malgersdorf im niederbayerischen Landkreis Rottal-Inn.
Die kleine Einöde besteht aus wenigen Gebäuden und liegt etwa 2,5 km südlich des Kernortes Malgersdorf auf freier Flur. Kleinschwimm befindet sich nahe der Bundesstraße 20, die rund 200 Meter östlich des Ortes verläuft und über eine Gemeindestraße erreichbar ist.